# Municipio de Washington (condado de Story)
El municipio de Washington (en inglés: Washington Township) es un municipio ubicado en el condado de Story en el estado estadounidense de Iowa. En el año 2010 tenía una población de 40954 habitantes y una densidad poblacional de 450,12 personas por km².

## Geografía
El municipio de Washington se encuentra ubicado en las coordenadas 41°59′10″N 93°38′54″O / 41.98611, -93.64833. Según la Oficina del Censo de los Estados Unidos, el municipio tiene una superficie total de 90.98 km², de la cual 90.94 km² corresponden a tierra firme y (0.05%) 0.04 km² es agua.

## Demografía
Según el censo de 2010, había 40954 personas residiendo en el municipio de Washington. La densidad de población era de 450,12 hab./km². De los 40954 habitantes, el municipio de Washington estaba compuesto por el 85.38% blancos, el 3.58% eran afroamericanos, el 0.16% eran amerindios, el 7.65% eran asiáticos, el 0.04% eran isleños del Pacífico, el 1.15% eran de otras razas y el 2.05% pertenecían a dos o más razas. Del total de la población el 3.76% eran hispanos o latinos de cualquier raza.